# Veternigo (fiume)
Il rio Veternigo è un corso d'acqua di origine artificiale del Veneto.
Si dirama dal Muson Vecchio presso Zeminiana di Massanzago. Inizialmente segue la regolarità del graticolato romano ma, dopo Treponti di Santa Maria di Sala, il suo corso si fa più sinuoso. Attraversa le campagne tra l'omonimo paese e Campocroce, tocca Zianigo e, a Mirano, ritorna nel Muson.